# Helen Gloverová
Helen Gloverová, nepřechýleně Helen Glover (* 17. června 1986, Truro, Spojené království) je britská veslařka. Na Letních olympijských hrách 2012 v Londýně získala s Heather Stanningovou zlatou medaili na dvojce bez kormidelnice. O čtyři roky později na olympiádě v Rio de Janeiro svůj úspěch zopakovaly. Je též trojnásobnou mistryní světa.